# Табір «X-Ray» (фільм)
Табір «X-Ray» (англ. Camp X-Ray) — американська незалежна драма. Сюжет розгортається в ізоляторі тимчасового утримання «Табір Екс-Рей», (англ. Camp X-Ray) у в'язниці Гуантанамо. Фільм є режисерським дебютом Пітера Сеттлера. У головних ролях Крістен Стюарт та Пейман Моааді.

## Сюжет
Дівчина, на ім'я Емі Коул (Крістен Стюарт) вступає в ряди збройних сил США і потрапляє на службу до одного з наймоторошніших місць — в‘язниці для військовополонених Гуантанамо. Героїня знайомиться із в‘язнем Алі (Пейман Моааді), який сидить там уже вісім років, і вирішує визволити його звідти.

## У ролях
- Крістен Стюарт — рядова Емі Коул
- Пейман Моааді — Алі
- Джулія Даффі — Бетті Коул
- Джон Керролл Лінч — полковник Джеймс Драммонд
- Лейн Ґаррісон — Ренсделл
- Джозеф Джуліан Сорія — Ріко Крус
- Корі Майкл Сміт — Берген

## Екранізація
Основні зйомки фільму розпочались 17 липня 2013 року і закінчились у середині серпня. Місцем для зйомок тюремних сцен став покинутий виправний заклад для молоді Fred C. Nelles у Whittier, Каліфорнія.

## Сприйняття
Прем'єра фільму на кінофестивалі Санденс загалом отримала позитивні відгуки, з особливою похвалою гри Крістен Стюарт і Пеймана Моааді.